# 四向四果
四向四果，佛教術語，為聲聞修行的次第及证得的果位，出於《雜阿含經》。其中，須陀洹、斯陀含、阿那含及阿羅漢，此四者稱四沙門果；再加上初果向、二果向、三果向、四果向等四種果向，合稱四向四果。因為每一個果位都分成兩階段，所以又稱四雙八輩、四雙八士。

## 定義
在《雜阿含經》中，最早出現的是四果說，代表修行的四個成果，隨後被稱為四沙門果。四果分成須陀洹、斯陀含、阿那含及阿羅漢四者，阿羅漢為最高的果位。前三果屬於有學（三無漏學尚未圓滿），阿羅漢屬於無學位。
四向四果是四果說的進一步細化，為四果之前再加上向四果的階段，共分八階。這四雙八輩的弟子，是僧團中的模範，為三寶中的僧寶。
上座部佛教的《清淨道論》記載：
|  | 「四雙」：依雙數來說，指證得初道者（須陀洹）及證得（須陀洹）初果者為一雙，如是共有四雙。「八輩」：是依人而言，即證得初道者（須陀洹）為一，初果者為一，如是共有八人。此句中的人（purisa）與補特伽羅（puggala；梵文是pudgala）同義；此處的人指被教化者。「世尊的聲聞眾」：指依此雙數的四雙，或依單獨的八輩補特伽羅（人）為世尊的聲聞眾。 |

## 分類

### 四沙門果
須陀洹、斯陀含、阿那含及阿羅漢，四者稱四沙門果：
- 初果須陀洹
- 二果斯陀含
- 三果阿那含
- 四果阿羅漢
- 證果辟支佛
- 道果阿伽陀

四沙門果為三無漏學的圓滿，其中須陀洹與斯陀含為戒的圓滿，阿那含為定的圓滿，阿羅漢為慧的圓滿。

### 四向四果
四向指的是，當修行達到加行位時，稱為初果向，或須陀洹向。至斷三結時，則得初果，須陀洹果。接下來，進一步修行，稱為二果向。達致於得二果，斯陀含果。再重行前行，稱為三果向。斷欲界煩惱，不再還至欲界，則為得三果，阿那含果。往前，四果向。斷盡煩惱，先證兩果再圓證四果，阿羅漢果,辟支佛果,阿伽陀果。

### 八賢聖
四向四果中，初果向為賢人，得初果以上為七聖，合稱八賢聖。八賢聖合稱為僧寶。